# تشي تشي (باندا عملاقة)
تشي تشي (بالإنجليزية: Chi Chi)‏ (أيلول 1954 في البرية في سيتشوان، الصين - 22 تموز 1972 في حديقة حيوان لندن) كانت أنثى باندا عملاقة معروفة في حديقة حيوان لندن في إنجلترا.
تشي تشي لم تكن أول باندا عملاق في حديقة حيوان لندن، مينغ كان واحداً من أصل أربعة حيوانات باندا التي وصلت للحديقة عام 1938. لكن تشي تشي أصبحت نجمة ومركز اهتمام في حديقة الحيوانات وأيضًا أكثر حيوان محبب في إنجلترا.
تشي تشي الآن في متحف التاريخ الطبيعي في لندن.

## حياتها

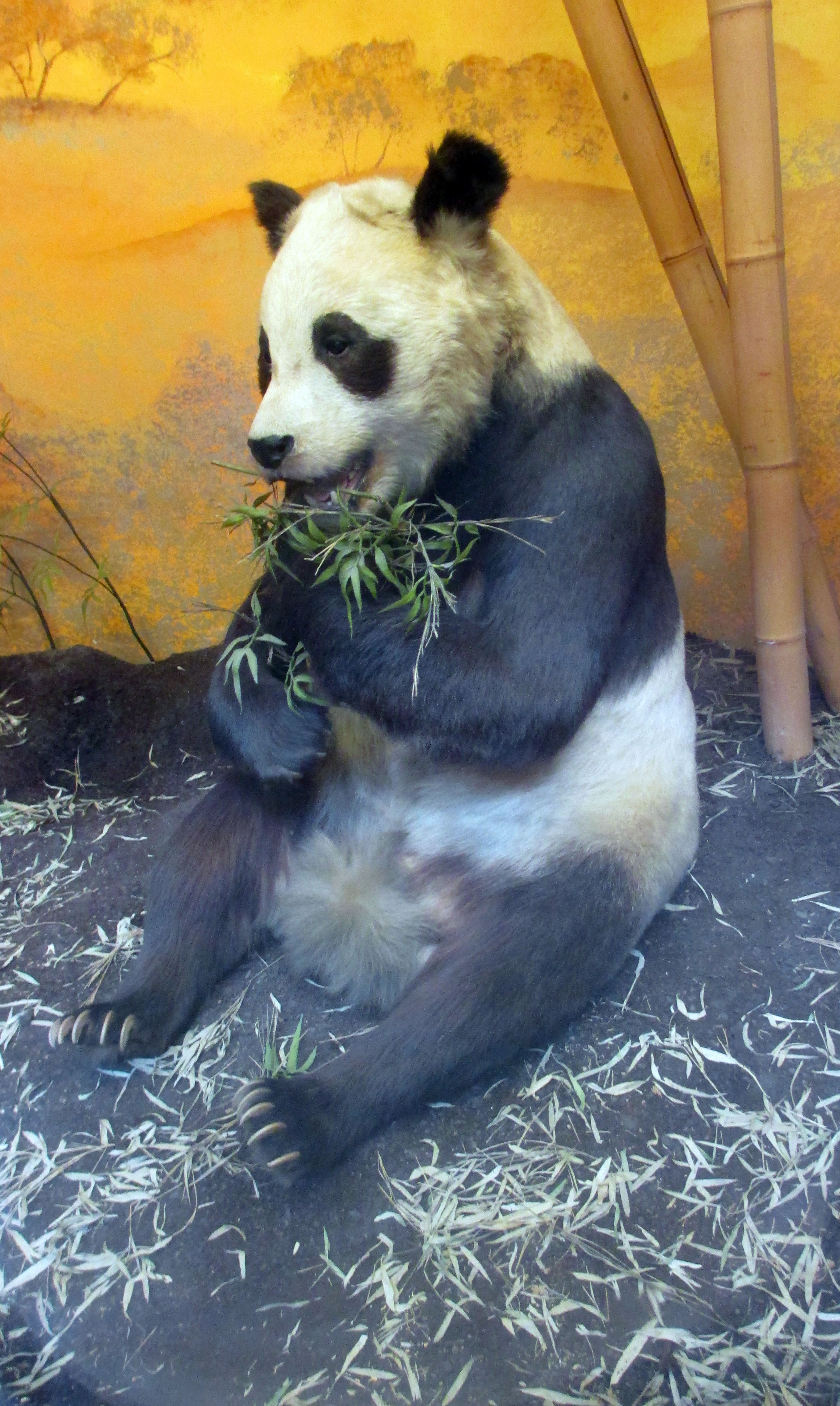
البقايا المحنطة في متحف التاريخ الطبيعي في لندن

التُقطت في شهر أيار/مايو من عام 1955 في باوكسينغ-سيتشوان، ونُقلت إلى حديقة بكين للحيوان في حزيران/يونيو. في شهر أيار/مايو من عام 1957، قدم كليمنت فوروشيلوف طلبًا من أجل الحصول على باندا لحديقة حيوان موسكو خلال زيارته للصين، وتم إرسالها إلى موسكو مع باندا آخر في الشهر نفسه. لكن، محاولة تزويجهما باءت بالفشل بسبب التطبع الناتج عن تربيتهم من قبل البشر. راودت الروس شكوك حول ما إذا كان كلا الدبين ذكر، وبسبب ذلك قام السوفييت بإعادة تشي تشي للصين واستبدلوه بباندا آخر في شهر يونيو من عام 1958. في شهر أيار من السنة نفسها، طلب النمساوي هيني ديمر الوسيط التجاري للحيوانات، تشي تشي من حديقة بكين للحيوانات مقابل مجموعة مذهلة من الحافريات الإفريقية وبذلك عاد بتشي تشي مرةً أخرى لحديقة موسكو للحيوان. بعد استراحةٍ دامت لمدة أسبوع، رُحلت الباندا إلى تيربارك برلين، وهي حديقة حيوان في ألمانيا الغربية. عندها بيعَت تشي تشي لحديقة بروك فيلد للحيوان في إلينوي في الولايات المتحدة. لكن وزارة الخزانة الأمريكية تدخلت وأعلنت أن حظر التعاملات التجارية بين الولايات المتحدة والصين قد تضمنت الباندا أيضًا. رُفضَ دخول تشي تشي إلى الولايات المتحدة. لكن بعدها قدمت حديقة فرانكفورت للحيوان منزلًا مؤقتًا للباندا حتى قرر ديمر تأجير الحيوان خارج حدائق الحيوان الأوروبية. بعدها زارت تشي تشي حديقة حيوان كوبنهاغن قبل وصولها لحديقة لندن للحيوان في 5 أيلول/سبتمبر عام 1958. أعلنت جمعية علم الحيوان في لندن أنها لن تشجع على جمع الباندا البرية، لكنها قبلت تشي تشي منذ أن تم الحصول عليها بالفعل. على الرغم من أن زيارة تشي تشي كان من المخطط لها أن تدوم 3 أسابيع فقط، قُررَ شراؤها بمبلغ 12 ألف جنيه استرليني. أصبحت تشي تشي ملكية تابعة لحديقة لندن للحيوان في 26 أيلول/سبتمبر عام 1958. استجاب رجل محترم كبيرٌ في السن لنداء ضرورة العثور على مصادر جديدة لتأمين البامبو، حيثُ عاش هذا الرجل في كوخ على أطراف ولاية مينابلي في كورنوويل، حيث تم تلقيبه بين المحليين هنالك "الكابتن"، حيثُ قطعَ عينة من البامبو من الغابة الكثيفة التي كانت تنمو حول كوخه وأرسلها إلى لندن. تشي تشي أكلت القليل منها وجمعية علم الحيوان في لندن أشركت الكابتن في عملية تأمين مونة دائمة من البامبو للباندا. طوعَ الكابتن مجموعة كشافة محلية وعدد من الكشافين للمساعدة ولم يمضِ وقت طويل حتى أصبحوا مزودي تشي تشي الرئيسيّن للبامبو. يقوم الأولاد بأخذ البامبو إلى منزل قائد الكشافة مايك كيريس بعد أن يقطعونه أيام الأحد، وفي الصباح التالي ليوم الاثنين يقوم القائد بتحميل وأخذالبامبو لمحطة قطار "بار"، حيث يتم وزنه ووضعه في القطار المتجه لحديقة لندن للحيوانات. كشافي بولكيريز استمروا بإرسال البامبو لتشي تشي حتى وفاتها في عام 1972. تمت مكآفئتهم بشارة للباندا تشي تشي.
بعدها وفي عام 1974، قام رئيس الوزراء إدوارد هيث بإحضار اثنين من الباندا من الصين تشينغ-تشينغ (ذكر) وتشيا-تشيا (أنثى)، حيث عاودَ الكشافون قطع البامبو وإرساله إلى حديقة الحيوان.
كانت تشي تشي مصدر إلهام للتصميم البسيط والمميز بالأسود والأبيض للسير بيتر سكوت، الذي استُخدم كشعار الصندوق العالمي للطبيعة. على أية حال شعار المنظمة الحالي لم يعد الشعار الذي تم تصميمه من قبل السير بيتر سكوت، لكنه شعار آخر تم تصميمه لاحقًا للمنظمة في عام 1986 حين غيرت اسمها من (World Wildlife Fund) إلى (World Wide Fund for Nature).
توفيت تشي تشي في 22 تموز/يوليو عام 1972 and was وحزنت عليها الدولة أجمع. تم إجراء تشريح للجثة، وحُنطت للعرض، ووضعت في صندوق زجاجي في متحف التاريخ الطبيعي في لندن.

## قراءات إضافية
- Heini Demmer, Ute Demmer & Erich Tylinek: Tschitschi der Bambusbär. Artia, Prague 1961.